# Snehare
En snehare (Lepus timidus) eller nordhare har en kropslængde fra 46 cm til 60 cm. Den lever på tundra, heder eller højtliggende græssletter. De nordiske bestande er hvide året rundt, mens de sydlige skifter mellem en gråbrun sommerpels og en hvid vinterpels. Den har rede i klippesprækker eller udgraver en kort gang.
Sneharens udbredelsesområde er Skandinavien, Alperne og Pyrenæerne. Den er indført til England og Færøerne.
I juni-juli føder hunnen 2-5 unger som allerede efter 10 dage må klare sig selv. Dens naturlige fjender er f.eks. ulv, ræv, falk, kjove og sneugle. Den lever af græs, forskellige urter, skud, knopper af  pil og birk. For at finde føde om vinteren, benytter sneharen sine forpoter til at løsne snedækket.